# Arcybiskup ad personam
Arcybiskup ad personam – w Kościele rzymskokatolickim tytuł odnoszący się do osoby biskupa innego niż biskupa diecezjalnego archidiecezji, nadany w uznaniu jego osiągnięć, bez przyznania stolicy arcybiskupiej (nie oznacza to podniesienia diecezji, której dany duchowny jest biskupem, do rangi archidiecezji). Arcybiskupami ad personam są m.in.:
Alfons Nossol,
Jan Paweł Lenga,
Domenico Sorrentino (biskup Asyżu i Foligno),
Antonio Mattiazzo (emerytowany biskup Padwy),
Paul Nabil El-Sayah,
Maroun Lahham,
Joan Enric Vives Sicília,
Gianpiero Palmieri,
Franklyn Nubuasah,
Luiz Fernando Lisboa,
Philippe Ballot,
Hervé Giraud i
Antonio Giuseppe Caiazzo. Arcybiskupem ad personam był również Robert Prevost (późniejszy papież Leon XIV).
Oprócz tego od grudnia 1988 roku niektórzy biskupi, którzy otrzymali stolicę tytularną w randze biskupstwa mogą zostać mianowani arcybiskupami ad personam. Przykładowo, arcybiskup Mirosław Adamczyk otrzymał w lutym 2013 tytularne biskupstwo Otriculum. Będąc tym samym arcybiskupem ad personam tej stolicy tytularnej. Na takiej samej zasadzie arcybiskupem ad personam był Konrad Krajewski, dawniej arcybiskup tytularny Beneventum, a zatem stolicy tytularnej w randze biskupstwa.